# ケント (戦列艦・4代)
|          | |
| 艦歴     | |
| 発注:    | 1795年6月10日 |
| 建造:    | ペリー造船所（ブラックウォール）                                                                                              |
| 進水:    | 1798年1月17日 |
| その後:  | 1881年解体 |
| 性能諸元 | |
| クラス:  | エイジャックス級戦列艦 |
| 長さ:    | 砲列甲板：182ft 3in（55.5m） 竜骨：149ft 8in（45.6m）                                                                         |
| 全幅:    | 49ft 3in（15m） |
| 喫水:    | 21ft 3in（6.5m） |
| 機関:    | 帆走（3本マストシップ） |
| 兵装:    | 74門： 上砲列：24ポンド（11kg）砲30門 下砲列：32ポンド（15kg）砲28門 後甲板：9ポンド（4kg）砲12門 艦首楼：9ポンド（4kg）砲4門 |

ケント（HMS Kent）は1798年1月17日にブラックウォールで進水したエイジャックス級74門3等戦列艦。